# NotebookLM
NotebookLM (Google NotebookLM) – це онлайн-інструмент для дослідження та створення нотаток, розроблений Google Labs, який використовує штучний інтелект (AI), зокрема Google Gemini, щоб допомогти користувачам взаємодіяти з їхніми документами.
NotebookLM спочатку був запущений у 2023 році як «Project Tailwind» .
Команда, яка створює продукт, включає науково-популярного автора Стівена Джонсона та менеджера з продукту Райзу Мартін.
У середині жовтня 2024 року Google прибрав статус/значок «експериментальний» для програмного забезпечення.
У грудні 2024 року Google запустив платну версію NotebookLM під назвою NotebookLM Plus для підприємств і платних передплатників Gemini.
10 лютого 2025 року Google розширив NotebookLM Plus для окремих користувачів через план підписки Google One AI Premium. Це розширення відбулося після його першого випуску майже два місяці тому, коли воно стало доступним для підприємств через Google Cloud і Google Workspace. NotebookLM Plus, який спочатку пропонувався на обмеженій основі, тепер надає розширені функції, призначені для покращення досліджень і організації.

## Використання
NotebookLM може генерувати підсумки, пояснення та відповіді на основі вмісту, завантаженого користувачами. Він також містить «Аудіоогляди», які підсумовують документи в розмовному форматі, схожому на подкаст. З весни 2025 року доступний з підтримкою української мови.
Окрім текстових файлів, NotebookLM може обробляти PDF-файли, Google Docs, веб-сайти та Google Slides.
Функція «Огляди аудіо», випущена у вересні 2024 року, привернула увагу ЗМІ завдяки своїй здатності зводити складні документи в аудіофайли в стилі подкастів 
Google описує NotebookLM як «віртуального помічника дослідника».
2024 Spotify Wrapped використовував цю функцію для створення персоналізованих оглядів індивідуальних звичок слухачів у стилі подкастів.
NotebookLM, спочатку призначений для дослідників, також був прийнятий компаніями та студентами.